# Distretto di Seftigen
Il distretto di Seftigen è stato fino al 31 dicembre 2009 un distretto del Canton Berna, in Svizzera. Confinava con i distretti di Berna a nord, di Konolfingen a est, di Thun e di Niedersimmental a sud e di Schwarzenburg a ovest. Il capoluogo era Seftigen.
I suoi comuni sono passati alla sua soppressione al Circondario di Berna-Altipiano svizzero e al Circondario di Thun.

## Comuni
Amministrativamente era diviso in 25 comuni:
- Belp
- Belpberg
- Burgistein
- Gelterfingen
- Gerzensee
- Gurzelen
- Jaberg
- Kaufdorf
- Kehrsatz
- Kienersrüti
- Kirchdorf
- Kirchenthurnen
- Lohnstorf
- Mühledorf
- Mühlethurnen
- Niedermuhlern
- Noflen
- Riggisberg
- Rüeggisberg
- Rümligen
- Seftigen
- Toffen
- Uttigen
- Wald
- Wattenwil

### Fusioni
- 2004: Englisberg, Zimmerwald → Wald
- 2009: Riggisberg, Rüti bei Riggisberg → Riggisberg